# ジョアン・ワールド・ツアー
ジョアンワールドツアー (Joanne_World_Tour) は、5番目のスタジオアルバムであるジョアン （2016）をサポートする、アメリカの歌手レディー・ガガによる5回目のヘッドライニングコンサートツアー。 2017年8月1日にカナダのバンクーバーで始まり、2018年2月1日にイギリスのバーミンガムで終わる。 チケットが販売された後、ヨーロッパと北米のさまざまなショーがすぐに売り切れ、両方の大陸で追加の日付を促した。 コンサートシリーズは、歌手の以前のツアーと比較して「よりミニマリスト」と見なされていたが 、ビジュアル、ガガの歌唱力、聴衆とのつながりについて賞賛された。 

## 開発

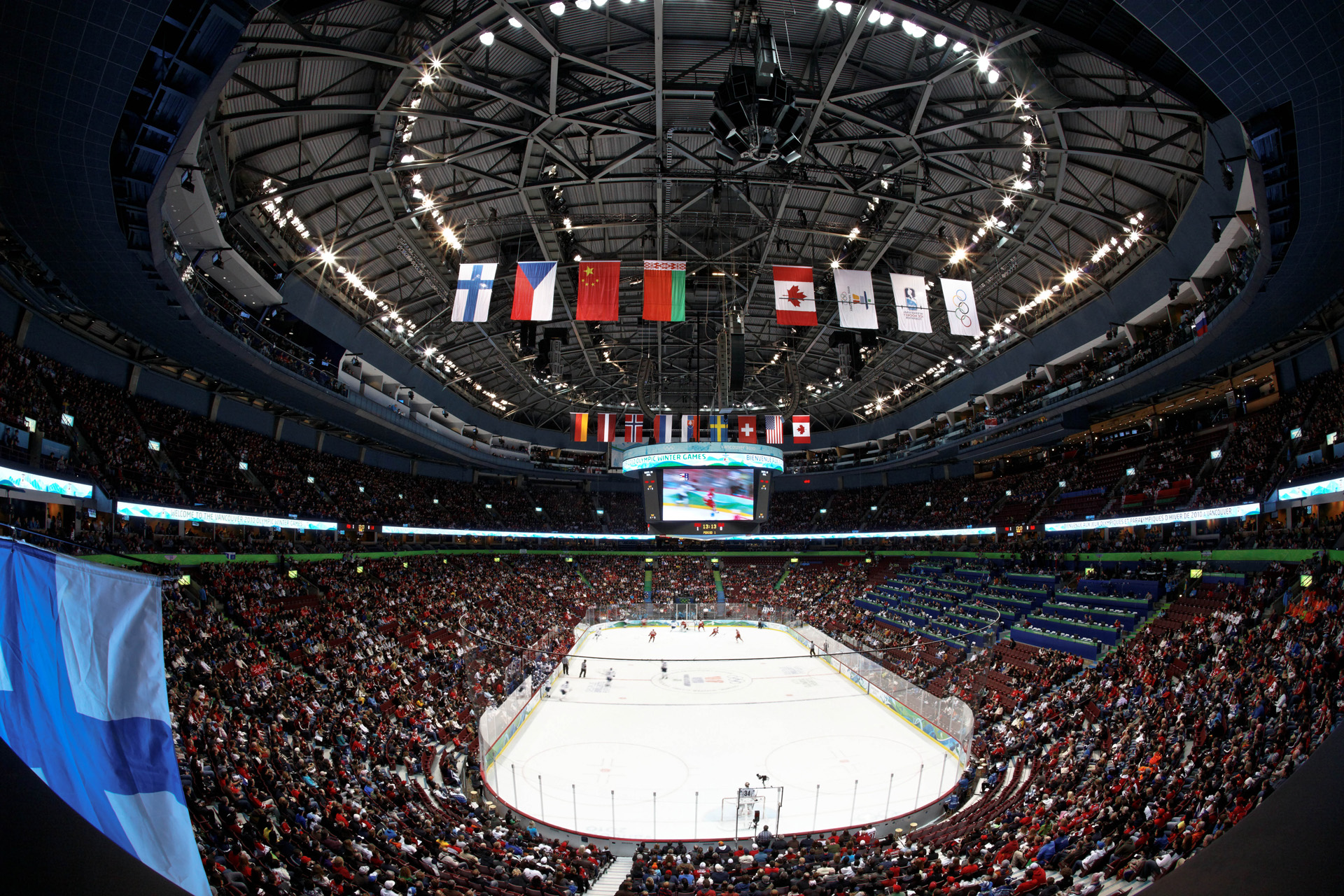
ジョアンヌワールドツアーが始まったバンクーバーのロジャースアリーナ

2016年10月にレディガガの5枚目のスタジオアルバムJoanneがリリースされる2週間前、彼女はDive Bar Tourと呼ばれる小さなプロモーションツアーを開始  2016年10月24日に、歌手はハワード・スターンに 、彼女が世界的なコンサートツアーに乗り出し、レコードのプロモーションを続けることを確認。 彼女は、2017年2月5日に行われたスーパーボウルLIハーフタイムショーでのパフォーマンスの後に始まることを明確にし ハーフタイムショーの後、ガガは2017年8月1日にバンクーバーのロジャースアリーナで始まり、2017年12月18日まで続き、 イングルウッド（カリフォルニアのフォーラム会場）で合計60のジョアンワールドツアーを発表。北アメリカ、南アメリカ、ヨーロッパで開催 

### 衣装デザインとメイク

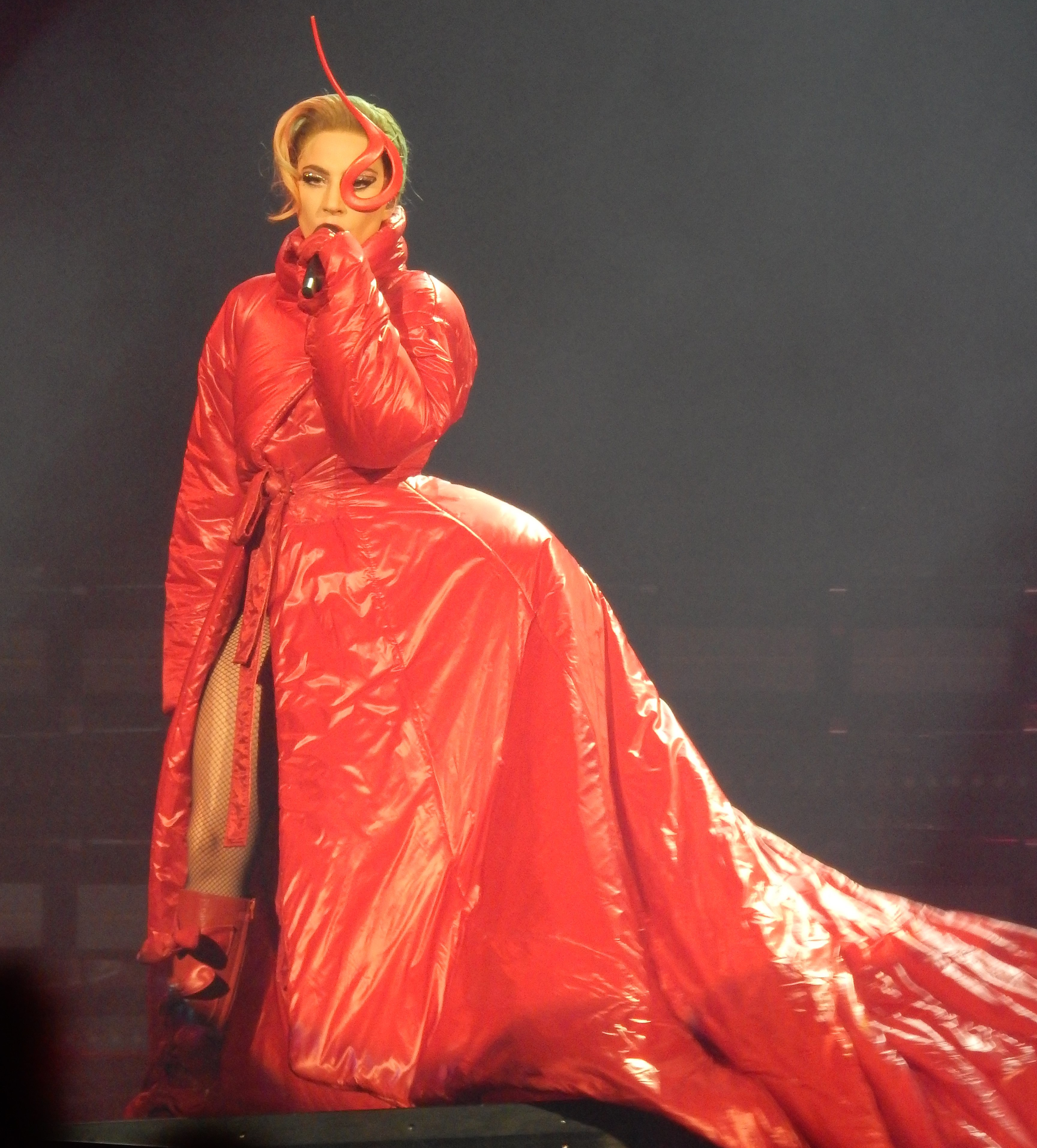
「ブラッディメアリー」の演奏中のガガ。 赤い衣装は「戻すために注目された前衛的な彼女の特徴となっているルックスを」。

## コンサートのあらすじ

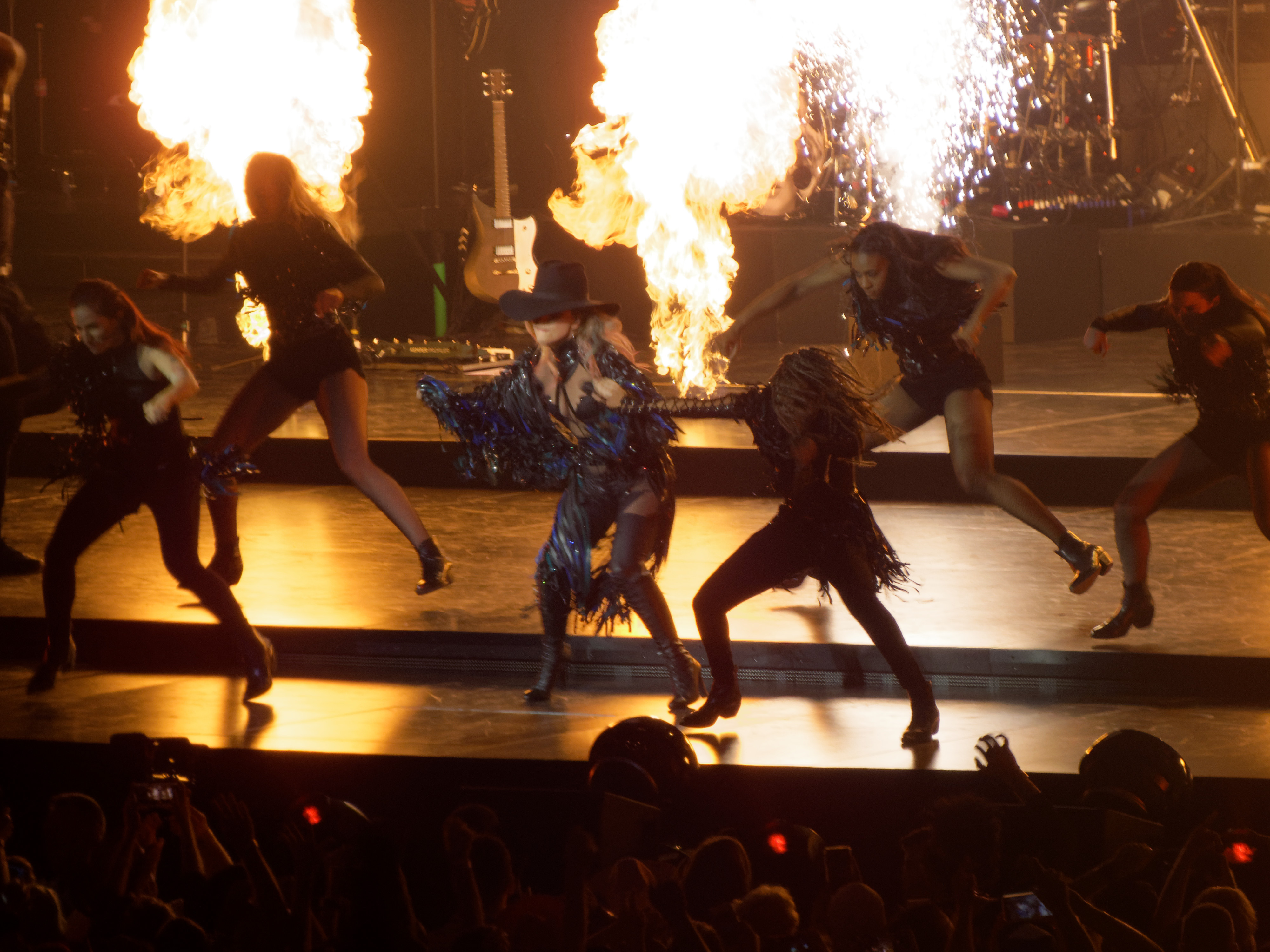
火炎放射器がバックグラウンドで火を吐きながら「ジョン・ウェイン」を演奏するガガ

### チケット販売

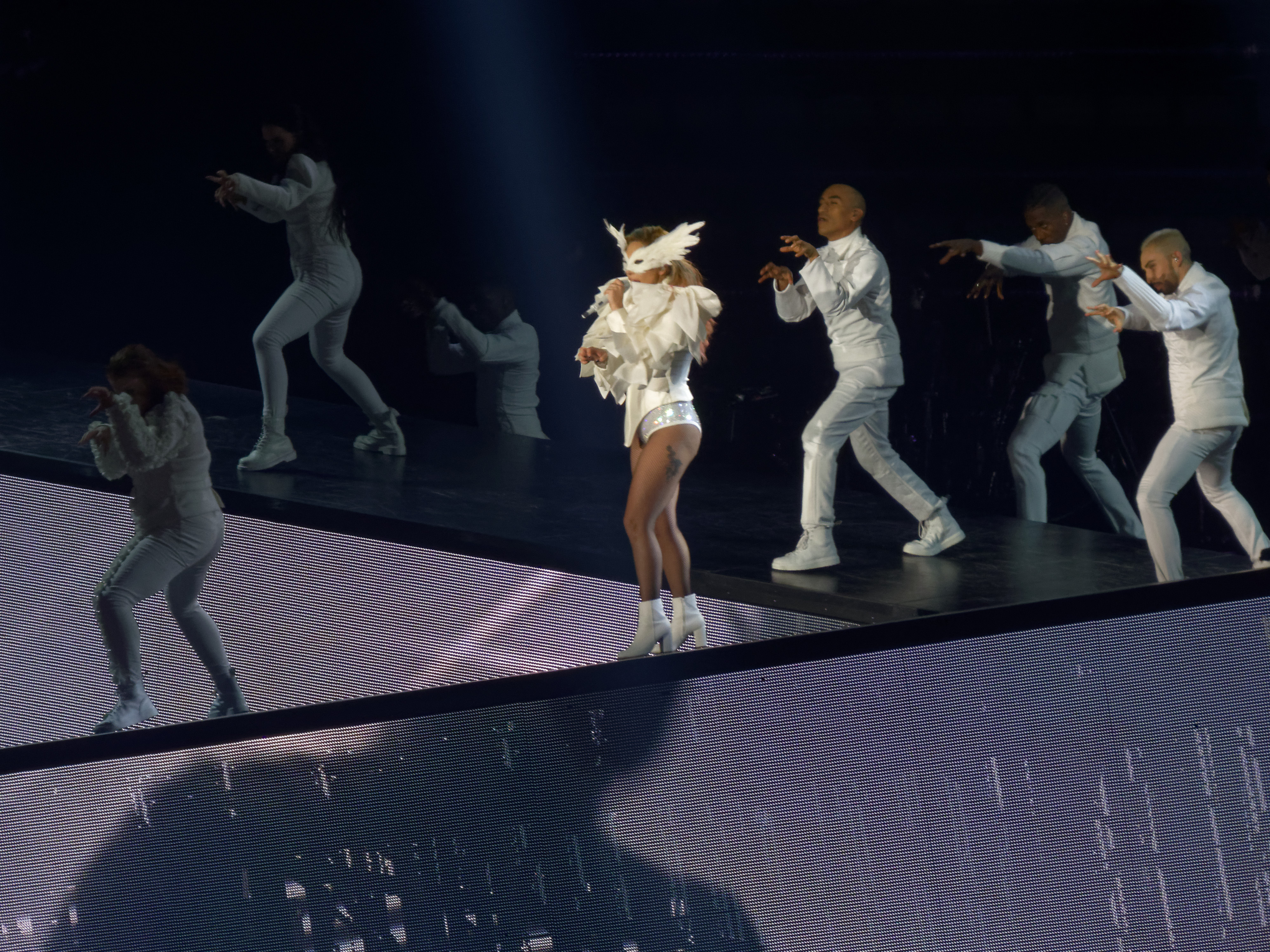
「 バッド・ロマンス 」のパフォーマンス中のガガ、白い羽のマスクを着用

## クリティカルレセプション

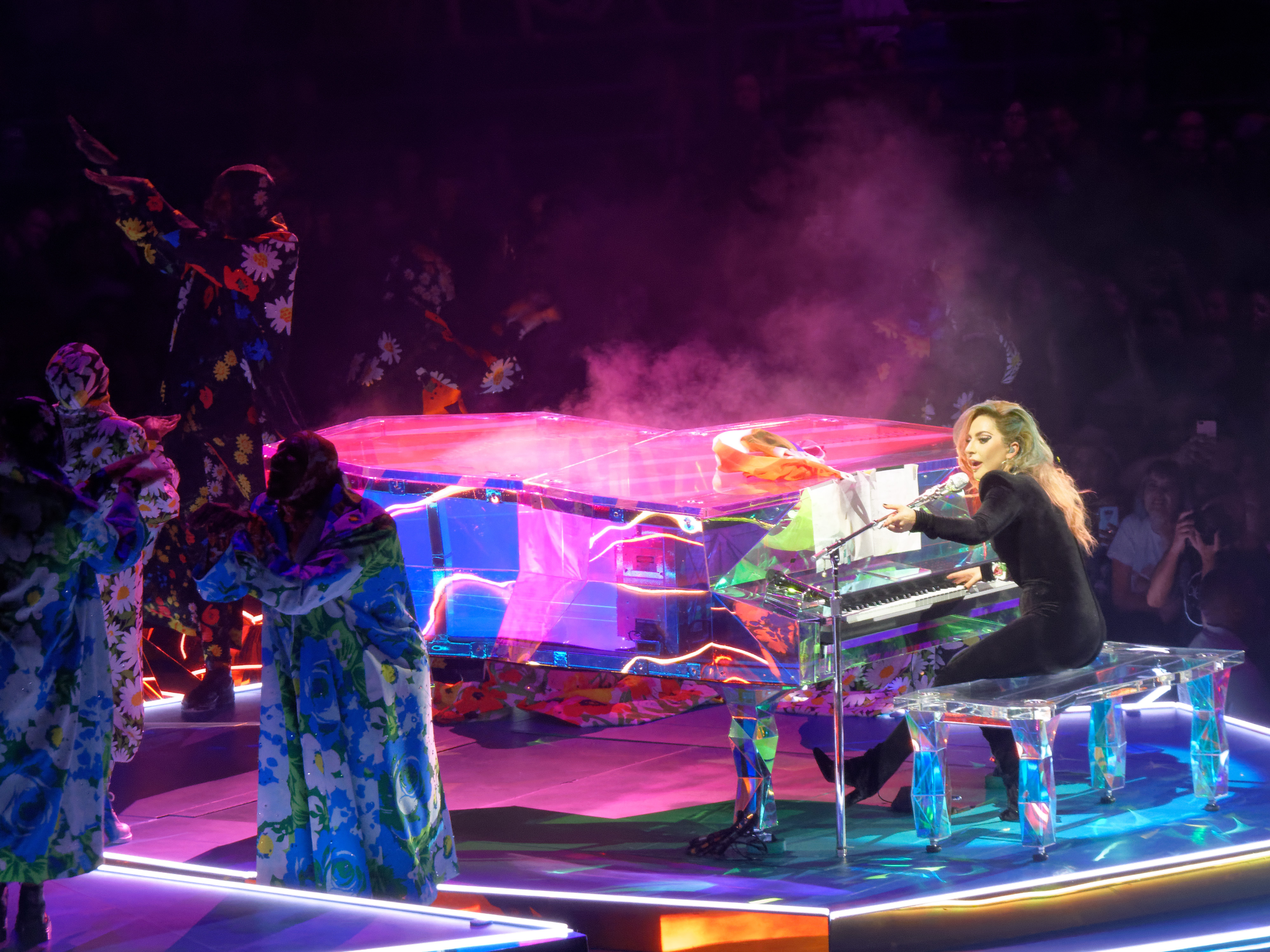
ハート型のアクリルピアノで「カム・トゥ・ママ」を演奏するガガ。 音響性能は批評家から最も称賛されました。

## セットリスト
このセットリストは、2017年8月1日、バンクーバーでのコンサートからのものです。 ツアーのすべてのコンサートを代表するものではありません。  
1. Diamond Heart"
2. "A-Yo"
3. "Poker Face"
4. "Perfect Illusion"
5. "John Wayne"
6. "Scheiße"
7. "Alejandro"
8. "Just Dance"
9. "LoveGame"
10. "Telephone"
11. "Applause"
12. "Come to Mama"
13. "The Edge of Glory"
14. "Born This Way"
15. "Bloody Mary"
16. "Dancin' in Circles"
17. "Paparazzi"
18. "Angel Down"
19. "Joanne"
20. "Bad Romance"
21. "The Cure"

## ショー
| 日付                  | 都市               | 国             | 会場                                 | Opening acts    | Attendance / Capacity    | 売上         |
| 北米 – Leg 1          | 北米 – Leg 1       | 北米 – Leg 1   | 北米 – Leg 1                         | 北米 – Leg 1    | 北米 – Leg 1             | 北米 – Leg 1 |
| --------------------- | ------------------ | -------------- | ------------------------------------ | --------------- | ------------------------ | ------------ |
| 2017年8月1日          | バンクーバー       | カナダ         | ロジャーズ・アリーナ                 | なし            | 15,665 / 15,665          | $1,430,667   |
| 2017年8月3日          | エドモントン       | カナダ         | ロジャーズ・プレイス                 | なし            | 15,002 / 15,002          | $1,466,718   |
| 2017年8月5日          | タコマ             | アメリカ合衆国 | Tacoma Dome                          | なし            | 19,296 / 19,296          | $2,158,960   |
| 2017年8月8日          | イングルウッド     | アメリカ合衆国 | ザ・フォーラム                       | なし            | 28,567 / 28,567          | $3,633,410   |
| 2017年8月9日          | イングルウッド     | アメリカ合衆国 | ザ・フォーラム                       | なし            | 28,567 / 28,567          | $3,633,410   |
| 2017年8月11日         | ラスベガス         | アメリカ合衆国 | T-モバイル・アリーナ                 | なし            | 15,893 / 15,893          | $2,139,858   |
| 2017年8月13日         | サンフランシスコ   | アメリカ合衆国 | オラクル・パーク                     | DJ White Shadow | 39,225 / 39,225          | $4,674,972   |
| 2017年8月15日         | サクラメント       | アメリカ合衆国 | ゴールデン1センター                  | なし            | 15,546 / 15,546          | $1,663,263   |
| 2017年8月19日         | オマハ             | アメリカ合衆国 | センチュリーリンク・センター・オマハ | なし            | 15,886 / 15,886          | $1,693,038   |
| 2017年8月21日         | セントポール       | アメリカ合衆国 | エクセル・エナジー・センター         | なし            | 16,612 / 16,612          | $1,813,406   |
| 2017年8月23日         | クリーブランド     | アメリカ合衆国 | クイックン・ローンズ・アリーナ       | なし            | 15,552 / 15,552          | $1,622,428   |
| 2017年8月25日         | シカゴ             | アメリカ合衆国 | リグレー・フィールド                 | DJ White Shadow | 41,847 / 41,847          | $5,213,820   |
| 2017年8月28日         | ニューヨーク       | アメリカ合衆国 | シティ・フィールド                   | DJ White Shadow | 69,978 / 69,978          | $9,520,390   |
| 2017年8月29日         | ニューヨーク       | アメリカ合衆国 | シティ・フィールド                   | DJ White Shadow | 69,978 / 69,978          | $9,520,390   |
| 2017年9月1日          | ボストン           | アメリカ合衆国 | フェンウェイ・パーク                 | DJ White Shadow | 67,660 / 67,660          | $8,111,672   |
| 2017年9月2日          | ボストン           | アメリカ合衆国 | フェンウェイ・パーク                 | DJ White Shadow | 67,660 / 67,660          | $8,111,672   |
| 2017年9月6日          | トロント           | カナダ         | スコシアバンク・アリーナ             | なし            | 31,526 / 31,526          | $3,328,841   |
| 2017年9月7日          | トロント           | カナダ         | スコシアバンク・アリーナ             | なし            | 31,526 / 31,526          | $3,328,841   |
| 2017年9月10日         | フィラデルフィア   | アメリカ合衆国 | ウェルズ・ファーゴ・センター         | なし            | 32,296 / 32,296          | $3,629,942   |
| 2017年9月11日         | フィラデルフィア   | アメリカ合衆国 | ウェルズ・ファーゴ・センター         | なし            | 32,296 / 32,296          | $3,629,942   |
| North America – Leg 2 |                    |                |                                      |                 |                          |              |
| 2017年11月3日         | モントリオール     | カナダ         | ベル・センター                       | なし            | 17,946 / 17,946          | $1,525,732   |
| 2017年11月5日         | インディアナポリス | アメリカ合衆国 | バンカーズ・ライフ・フィールドハウス | なし            | 15,375 / 15,375          | $1,606,010   |
| 2017年11月7日         | デトロイト         | アメリカ合衆国 | リトル・シーザーズ・アリーナ         | なし            | 15,550 / 15,550          | $1,712,378   |
| 2017年11月9日         | アンカスビル       | アメリカ合衆国 | Mohegan Sun Arena                    | なし            | 15,394 / 15,394          | $1,784,100   |
| 2017年11月11日        | アンカスビル       | アメリカ合衆国 | Mohegan Sun Arena                    | なし            | 15,394 / 15,394          | $1,784,100   |
| 2017年11月13日        | ルイビル           | アメリカ合衆国 | KFC Yum! Center                      | なし            | 17,997 / 17,997          | $1,959,814   |
| 2017年11月15日        | カンザスシティ     | アメリカ合衆国 | スプリント・センター                 | なし            | 15,117 / 15,117          | $1,612,710   |
| 2017年11月16日        | セントルイス       | アメリカ合衆国 | エンタープライズ・センター           | なし            | 16,343 / 16,343          | $1,577,704   |
| 2017年11月19日        | ワシントンD.C.     | アメリカ合衆国 | キャピタル・ワン・アリーナ           | なし            | 15,288 / 15,288          | $1,901,754   |
| 2017年11月20日        | ピッツバーグ       | アメリカ合衆国 | PPGペインツ・アリーナ                | なし            | 15,228 / 15,228          | $1,641,888   |
| 2017年11月28日        | アトランタ         | アメリカ合衆国 | ステートファーム・アリーナ           | なし            | 12,155 / 12,155          | $1,615,820   |
| 2017年11月30日        | マイアミ           | アメリカ合衆国 | アメリカン・エアラインズ・アリーナ   | なし            | 14,738 / 14,738          | $1,776,734   |
| 2017年12月1日         | タンパ             | アメリカ合衆国 | アマリー・アリーナ                   | なし            | 15,170 / 15,170          | $1,627,766   |
| 2017年12月3日         | ヒューストン       | アメリカ合衆国 | トヨタセンター                       | なし            | 13,100 / 13,100          | $1,712,302   |
| 2017年12月5日         | オースティン       | アメリカ合衆国 | Frank Erwin Center                   | なし            | 12,981 / 12,981          | $1,437,660   |
| 2017年12月8日         | ダラス             | アメリカ合衆国 | アメリカン・エアラインズ・センター   | なし            | 15,047 / 15,047          | $1,771,939   |
| 2017年12月9日         | オクラホマシティ   | アメリカ合衆国 | チェサピーク・エナジー・アリーナ     | なし            | 14,072 / 14,072          | $1,512,444   |
| 2017年12月12日        | デンバー           | アメリカ合衆国 | ペプシ・センター                     | なし            | 15,852 / 15,852          | $1,620,472   |
| 2017年12月14日        | ソルトレイクシティ | アメリカ合衆国 | ビビント・アリーナ                   | なし            | 12,688 / 12,688          | $1,425,214   |
| 2017年12月16日        | ラスベガス         | アメリカ合衆国 | T-Mobile Arena                       | なし            | 14,478 / 14,478          | $2,163,880   |
| 2017年12月18日        | イングルウッド     | アメリカ合衆国 | The Forum                            | なし            | 13,282 / 13,282          | $1,707,064   |
| Europe — Leg 3        |                    |                |                                      |                 |                          |              |
| 2018年1月14日         | バルセロナ         | スペイン       | パラウ・サン・ジョルディ             | なし            | 28,918 / 28,918          | $2,113,298   |
| 2018年1月16日         | バルセロナ         | スペイン       | パラウ・サン・ジョルディ             | なし            | 28,918 / 28,918          | $2,113,298   |
| 2018年1月18日         | ミラノ             | イタリア       | メディオラヌム・フォーラム           | なし            | 11,170 / 11,170          | $1,109,390   |
| 2018年1月20日         | アムステルダム     | オランダ       | ジッゴ・ドーム                       | なし            | 15,397 / 15,397          | $1,465,089   |
| 2018年1月22日         | アントウェルペン   | ベルギー       | スポーツパレス                       | なし            | 15,533 / 15,533          | $1,435,452   |
| 2018年1月24日         | ハンブルク         | ドイツ         | O2ワールド・ハンブルク               | なし            | 10,587 / 10,587          | $1,055,950   |
| 2018年1月31日         | バーミンガム       | イギリス       | バークレイカード・アリーナ           | なし            | 12,456 / 12,456          | $1,138,126   |
| 2018年2月1日          | バーミンガム       | イギリス       | Genting Arena                        | なし            | 9,522 / 9,522            | $799,708     |
| Total                 | Total              | Total          | Total                                | Total           | 841,935 / 841,935 (100%) | $94,911,783  |

## キャンセルされたショー
| 日付          | シティ           | 国           | 会場                     | 理由                       |
| ------------- | ---------------- | ------------ | ------------------------ | -------------------------- |
| 2017年9月15日 | リオデジャネイロ | ブラジル     | バラオリンピック公園     | 線維筋痛症による体痛の入院 |
| 2018年2月4日  | ロンドン         | イングランド | O 2アリーナ              | 線維筋痛症による体の痛み   |
| 2018年2月6日  | マンチェスター   | イングランド | マンチェスターアリーナ   | 線維筋痛症による体の痛み   |
| 2018年2月8日  | ロンドン         | イングランド | O 2アリーナ              | 線維筋痛症による体の痛み   |
| 2018年2月11日 | チューリッヒ     | スイス       | ハレンスタディオン       | 線維筋痛症による体の痛み   |
| 2018年2月13日 | ケルン           | ドイツ       | ランクセスアリーナ       | 線維筋痛症による体の痛み   |
| 2018年2月15日 | ストックホルム   | スウェーデン | エリクソングローブ       | 線維筋痛症による体の痛み   |
| 2018年2月17日 | コペンハーゲン   | デンマーク   | ロイヤルアリーナ         | 線維筋痛症による体の痛み   |
| 2018年2月20日 | パリ             | フランス     | アコーホテルズアレナ     | 線維筋痛症による体の痛み   |
| 2018年2月21日 | パリ             | フランス     | アコーホテルズアレナ     | 線維筋痛症による体の痛み   |
| 2018年2月23日 | ベルリン         | ドイツ       | メルセデスベンツアリーナ | 線維筋痛症による体の痛み   |

## ノート
1. ↑  当初2017年9月4日に開催される予定だったが、呼吸器感染症と喉頭炎のため延期された[9]
2. ↑  All the European dates were postponed from their original events to 2018 due to hospitalization for body pain caused by fibromyalgia[10]
3. ↑  The show on September 15, 2017, in Rio de Janeiro would have been a part of the Rock in Rio festival. Maroon 5 replaced Gaga as headliner.[12]

## 参照資料
1. ↑  Vincent, Alice (2018年2月1日). “Older, wiser but still fabulous - Lady Gaga, Arena Birmingham, review”. The Daily Telegraph.  オリジナルの2018年2月1日時点におけるアーカイブ。 2018年2月1日閲覧。
2. ↑  McIntyre (2016年10月2日). “Lady Gaga Is Going On Tour To Dive Bars Across America”. Forbes. 2016年10月6日時点のオリジナルよりアーカイブ。2017年2月6日閲覧。
3. ↑  Parker (2016年10月2日). “Lady Gaga Talks 'Joanne' Album, Dive Bar Tour: 'I Wanted to Do the Things That Made Me Fall in Love With Music in the First Place'”.  Yahoo! Music. 2016年10月3日時点のオリジナルよりアーカイブ。2017年2月6日閲覧。
4. ↑  Howell (2016年10月25日). “Lady Gaga Dishes On How She Landed Her Super Bowl Gig, Upcoming Tour”. Inquisitr. 2017年1月3日時点のオリジナルよりアーカイブ。2017年2月6日閲覧。
5. ↑  Lynch, Joe (2017年2月5日). “Lady Gaga Announces Joanne World Tour After Super Bowl Halftime Show”. Billboard.  オリジナルの2017年2月6日時点におけるアーカイブ。 2017年2月6日閲覧。
6. ↑  Copsey (2017年2月6日). “Lady Gaga announces Joanne world tour after hit-packed Super Bowl Halftime Show”.  Official Charts Company. 2017年2月6日時点のオリジナルよりアーカイブ。2017年2月6日閲覧。
7. ↑  Allen, Bob (September 21, 2017). “Lady Gaga's Joanne World Tour Earns $52 Million in Opening Trek”. Billboard 2017年9月22日閲覧。.
8. ↑  “Lady Gaga > Tour Dates”.   Lady Gaga Official Website. 2017年2月14日時点のオリジナルよりアーカイブ。2017年3月7日閲覧。
9. ↑  “Lady Gaga's Montreal concert rescheduled for November 3”. The Gazette (Montreal). (2017年10月13日).  オリジナルの2017年10月14日時点におけるアーカイブ。 2017年10月13日閲覧。
10. ↑  O'Connor, Roisin (2017年9月19日). “Lady Gaga postpones Europe tour over 'severe physical pain' after revealing she has fibromylagia”. The Independent.  オリジナルの2017年9月21日時点におけるアーカイブ。 2017年9月19日閲覧。
11. ↑  “'Tough Girl on the Mend' Lady Gaga Gives Health Update From the Studio, Reschedules European Tour”. Billboard.  オリジナルの2017年11月16日時点におけるアーカイブ。 2018年1月18日閲覧。
12. ↑  “Maroon 5 substitui Lady Gaga nesta sexta-feira, 15, no Palco Mundo”. Rock in Rio official website. (2017年9月14日).  オリジナルの2017年9月15日時点におけるアーカイブ。 2017年9月15日閲覧。
13. ↑  Daniel Kreps (2018年2月3日). “Lady Gaga Cancels Remainder of Joanne World Tour Due to 'Severe Pain'”. Rolling Stone. 2018年2月4日時点のオリジナルよりアーカイブ。2018年2月5日閲覧。